# Архангельский, Александр Владимирович
Алекса́ндр Влади́мирович Арха́нгельский (род. 1938, Москва) — советский и российский математик-тополог, педагог.
В 1959 году окончил механико-математический факультет МГУ, через два году там же начал работать. В 1962 году под руководством Павла Александрова защитил кандидатскую диссертацию, в 1966 году получил степень доктора физико-математических наук, в 1970 году стал профессором. В 1971 году получил премию Ленинского комсомола за цикл работ по общей топологии.
Автор более 200 опубликованных работ в различных разделах общей топологии. Особо важные результаты получил в теории метризуемости и теории обобщённых метрических пространств, кардинальных функций, топологических пространств функций и других топологических групп и специальных классов топологических отображений. Ввёл ряд новых понятий в общей топологии, а его именем было названо несколько теорем.
В 1990 году переехал в Соединенные Штаты Америки. В 1993 году был принят в университет Огайо, где проработал до 2011 года.